# Mario Ančić
Mario Ančić (* 30. března 1984 ve Splitu, Chorvatsko, tehdy Jugoslávie) je bývalý chorvatský profesionální tenista. Tenisu se věnoval již od 7 let, ale profesionálně hrál od roku 2001. Na kontě má 3 turnajové tituly ze dvouhry a 5 ze čtyřhry.

## Finálové účasti na turnajích ATP (15)
Seznam jeho účasti ve finálových turnajích ATP:

### Dvouhra - výhry (3)
| Legenda                                                       |
| ATP International Series Gold / ATP World Tour 500 Series (0) |
| ATP International Series / ATP World Tour 250 Series (3)      |

| Č. | Datum           | Turnaj                       | Povrch      | Soupeř ve finále | Výsledek      |
| 1. | 19. červen 2005 | 's-Hertogenbosch, Nizozemsko | tráva       | Michaël Llodra   | 7-5, 6-4      |
| 2. | 24. červen 2006 | 's-Hertogenbosch, Nizozemsko | tráva       | Jan Hernych      | 6-0, 5-7, 7-5 |
| 3. | 29. říjen 2006  | Petrohrad, Rusko             | koberec (h) | Thomas Johansson | 7-5, 7-62     |

### Dvouhra - prohry (8)
| Legenda                                                       |
| ATP International Series Gold / ATP World Tour 500 Series (1) |
| ATP International Series / ATP World Tour 250 Series (7)      |

| Č. | Datum          | Turnaj                | Povrch    | Vítěz            | Výsledek         |
| 1. | 15. únor 2004  | Milán, Itálie         | koberec   | Anthony Dupuis   | 6-4, 6-712, 7-65 |
| 2. | 27. únor 2005  | Scottsdale, USA       | tvrdý     | Wayne Arthurs    | 7-5, 6-3         |
| 3. | 9. říjen 2005  | Tokio, Japonsko       | tvrdý     | Wesley Moodie    | 1-6, 7-67, 6-4   |
| 4. | 14. leden 2006 | Auckland, Nový Zéland | tvrdý     | Jarkko Nieminen  | 6-2, 6-2         |
| 5. | 19. únor 2006  | Marseille, Francie    | tvrdý     | Arnaud Clément   | 6-4, 6-2         |
| 6. | 17. září 2006  | Peking, Čína          | tvrdý     | Marcos Baghdatis | 6-4, 6-0         |
| 7. | 17. únor 2008  | Marseille, Francie    | tvrdý (h) | Andy Murray      | 6-3, 6-4         |
| 8. | 8. únor 2009   | Záhřeb, Chorvatsko    | tvrdý (h) | Marin Čilić      | 6-3, 6-4         |

### Čtyřhra - výhry (5)
| Legenda                                                       |
| ATP International Series Gold / ATP World Tour 500 Series (0) |
| ATP International Series / ATP World Tour 250 Series (5)      |

| Č. | Datum             | Turnaj                       | Povrch | Partner         | Soupeři ve finále              | Výsledek        |
| 1. | 27. červenec 2003 | Indianapolis, USA            | tvrdý  | Andy Ram        | Diego Ayala Robby Ginepri      | 2-6, 7-63, 7-5  |
| 2. | 5. únor 2005      | Mnichov, Německo             | antuka | Julian Knowle   | Florian Mayer Alexander Waske  | 6-3, 1-6, 6-3   |
| 3. | 17. září 2006     | Peking, Čína                 | tvrdý  | Mahesh Bhupathi | Michael Berrer Kenneth Carlsen | 6-4, 6-3        |
| 4. | 1. říjen 2006     | Bombaj, Indie                | tvrdý  | Mahesh Bhupathi | Rohan Bopanna Mustafa Ghouse   | 6-4, 6-76, 10-8 |
| 5. | 21. červen 2008   | ‘s-Hertogenbosch, Nizozemsko | tráva  | Jürgen Melzer   | Mahesh Bhupathi Leander Paes   | 7-65, 6-3       |

## Davisův pohár
Mario Ančić se zúčastnil 17 zápasů v Davisově poháru  za tým Chorvatska s bilancí 12-11 ve dvouhře a 7-2 ve čtyřhře.